# Xanthophyllum hainanense
Xanthophyllum hainanense là một loài thực vật có hoa trong họ Polygalaceae. Loài này được Hu miêu tả khoa học đầu tiên năm 1925.